# Jana Hrdá
Jana Hrdá (2. prosince 1952 – 5. srpna 2014) byla křesťankou, aktivistkou, zakladatelkou a propagátorkou osobní asistence pro osoby se zdravotním postižením v tehdejším Československu a Česku. Původním povoláním byla zemědělská inženýrka, nicméně její život dramaticky změnila v roce 1982 autonehoda, po níž ochrnula od ramen dolů vlivem zranění páteře. Následně po ochrnutí úspěšně svedla boj s tehdejší státní mocí o odebrání svých dětí do ústavní péče. Přes všechna očekávání jí byly obě děti svěřeny do péče a úspěšně je vychovala.
Po roce 1990 se spolupodílela na založení Pražské organizace vozíčkářů. Významně se spolupodílela na prosazení zákona o sociálních službách v Česku, v rámci kterého byl uzákoněn příspěvek na péči. Byla místopředsedkyní Národní rady osob se zdravotním postižením, dále předsedala Pražské krajské radě osob se zdravotním postižením a Asociaci pro osobní asistenci. Od roku 2010 působila ve Vládním výboru pro zdravotně postižené občany. Také pracovala jako inspektorka kvality sociálních služeb, novinářka s mezinárodním působením, vyučovala na kurzech o osobní asistenci pro pracovníky v sociálních službách, pečující i osoby s postižením. Byla autorkou autobiografické knihy Hospodin je náš pastýř, knihy Pominutí a řady brožurek, článků a informačních letáků spojených s osobní asistencí. Jako první v roce 1995 získala cenu Výboru dobré vůle Cenu Olgy Havlové.
Byla od roku 1986 rozvedená.
Zemřela po tři měsíce trvajícím boji s rakovinou tlustého střeva v Hospicu Dobrého pastýře v Čerčanech. Vyjma pár dní, kdy byla po operacích v umělém spánku, měla po celý život u sebe 24 hodin denně své osobní asistentky – chůvičky.

## Autonehoda
K nehodě došlo v roce 1982, když se automobil, který řídila, snažil minout protijedoucí vozidlo na okresní silnici. Během manévru dostal automobil smyk, spadl ze srázu, během pádu se urazila střecha, Jana Hrdá i její spolujezdkyně byly z automobilu vymrštěny, na Janu Hrdou automobil dopadl. Při nehodě došlo ke zlomení dvou krčních obratlů a porušení páteře. Vlivem toho došlo k celkovému ochrnutí, vyjma pohybů hlavy a omezeným pohybům pravé ruky.
Po nehodě se o Janu Hrdou staral manžel, matka, otec s manželkou, tchyně s manželem, babička s dědečkem a macecha. Během čtyř následujících let zemřela matka, babička s dědečkem, manžel se rozvedl, otec onemocněl a ostatním odcházely síly. Po mediální kampani Jiřiny Hanušové z Mladého světa a dopisu matky tehdejšímu ministru zdravotnictví byla ministrem nařízeno pečovatelské službě poskytnout Janě Hrdé pomoc. Pečovatelská služba neměla k dispozici pracovníky, ale poskytla základní platy pro osoby, které si na pečování Jana Hrdá sama sehnala pomocí vývěsek, inzerce a řetězovou reakcí stávajících osobních asistentek. Do konce jejího života u Jany Hrdé na pozici osobní asistentky pracovalo krátko i dlouhodobě (i dvě desítky let) na dvě stovky dívek, studentek, žen, matek a seniorek.